# Pycnomerodes peregrinus
Pycnomerodes peregrinus là một loài bọ cánh cứng trong họ Zopheridae. Loài này được Broun miêu tả khoa học năm 1886.